# Gull Lake
Gull Lake – miasto w Stanach Zjednoczonych, w stanie Wisconsin, w hrabstwie Washburn.